# 분자 모터

리보솜은 단백질 역학을 이용하는 생물학적 기계이다.

분자 모터(Molecular Motor)는 살아있는 유기체에서 운동의 필수적으로 필요한 생물학적 분자 기계이다. 일반적으로 모터는 한 형태의 에너지를 소비하여 어떠한 형태의 운동으로 변환시킨다. 예를 들어 많은 단백질 기반 분자 모터는 기계적 작업을 수행하기 위해 아데노신 삼인산의 가수분해에 의해 방출되는 화학적 자유 에너지를 이용한다. 에너지 효율 측면에서 이 유형의 모터는 현재 사용 가능한 인공적으로 만튼 모터보다 작동을 잘한다고 알려져 있다. 분자 모터와 거시적 모터의 중요한 차이점 중 하나는 분자 모터가 열에서 작동한다는 점이다.

## 예시

키네신은 미세소관을 따라 걸을 때 단백질 도메인 역학을 사용한다.

다음은 생물학적으로 중요한 분자 모터의 예시들이다.
- 세포 골격 모터
  - 미오신(Myosin)은 근육 수축, 세포 내 화물 운송 및 세포 장력 생성을 담당한다.
  - 키네신(Kinesin)은 거리에 따라 핵의 세포 내부화물을 미세소관을 통해 이동시킨다.
  - 다이닌(Dynein)은 역행 운송에서 섬모와 편모의 축사를 생산하고 미세소관을 따라 세포핵을 향해 화물을 운반한다.
- 중합 모터
  - 액틴 중합(Actin Polymerization)은 힘을 발생시키고 추진에 사용될 수 있다. 아데노신 삼인산이 사용된다.
  - 미세소관 중합(Microtubule Polymerization)은 구아노신 삼인산이 사용된다.
  - 디나민(Dynamin)은 원형질 막에서 클라트린의 분리를 담당한다. 구아노신 삼인산이 사용된다.
- 로터리 모터
  - FOF1 - ATP 합성 효소의 패밀리는 세포막 또는 다른 방법으로 주위에 걸쳐 양성자 구배의 전기 에너지로 아데노신 삼인산의 화학 에너지를 변환한다. 화학 반응의 촉매 작용 및 양성자의 이동은 복합체 일부의 기계적 회전을 통해 서로 결합된다. 이것은 미토콘드리아와 엽록체의 아데노신 삼인산 합성과 진공 막을 가로 질러 양성자 펌핑에 관여한다.[3]
  - 대장균과 다른 세균의 유영과 회전을 담당하는 세균 편모는 회전 모터에 의해 구동되는 단단한 프로펠러의 역할을 한다. 이 모터는 ATP 합성 효소의 Fo 모터에서 발견되는 것과 유사한 메커니즘을 사용하여 막을 가로 지르는 양성자의 흐름에 의해 구동된다.

- 핵산 모터

250K에서의 나노 구멍(외경 6.7nm)에서 3개의 분자로 구성된 합성 분자 모터의 분자 역학 시뮬레이션

  - RNA 중합 효소(RNA Polymerase)는 DNA 주형으로부터 RNA를 전사한다.[5]
  - DNA 중합 효소(DNA Polymerase)는 단일 가닥 DNA를 이중 가닥 DNA로 만든다.[6]
  - 헬리케이스(Helicase)는 전사 또는 복제 전에 핵산의 이중 가닥을 분리한다. ATP가 사용된다.
  - 국소이성화질효소(Topoisomerase)는 세포에서 DNA의 슈퍼 코일을 감소시킨다. ATP가 사용된다.
  - RSC, SWI / SNF 복합체는 진핵 세포에서 염색질을 리모델링한다. ATP가 사용된다.
  - SMC 단백질은 진핵 세포에서 염색체 응축을 담당한다.[7]
  - 바이러스성 DNA 포장 모터는 바이러스 게놈 DNA를 복제주기의 일부로 캡시드에 주입하여 매우 단단히 포장한다.[8] 단백질이 어떻게 DNA를 캡시드 내로 유도하는데 필요한 힘을 생성하는지 설명하기 위해 여러 모델이 제시되었다. 다른 제안은 다른 모든 생물학적 운동과 달리 힘은 단백질이 아니라 DNA 자체에 의해 직접 생성된다는 것이다.[9] 이 모델에서 ATP 가수 분해는 대안적으로 DNA를 탈수 및 재수화하는 단백질 형태 변화를 구동하고, 이를 주기적으로 B-DNA에서 A-DNA로 구동하고 다시 되돌리는데 사용된다. A-DNA는 B-DNA보다 23% 더 짧으며, DNA 수축/확장 사이클은 단백질 DNA 그립/릴리즈 사이클에 결합되어 캡시드로 DNA를 추진시키는 전진 운동을 생성한다.

- 효소 모터 :
  - 카탈레이스(Catalase)
  - 우레이스(Urease)
  - 알돌레이스(Aldolase)
  - 헥소키네이스(Hexokinase)
  - 포스포글루코스 이성화효소(Phosphoglucose Isomerase)
  - 포스포프룩토 인산화효소(Phosphofructokinase)
  - 포도당 산화 효소(Glucose Oxidase)
- 합성 분자 모터(Synthetic Molecular Motor)는 회전을 발생시켜 토크를 발생시키는 화학자에 의해 만들어졌다.

## 이론적 고려 사항
이러한 운동은 추계학적이므로 분자 모터는 종종 포커르-플랑크 방정식 또는 몬테카를로 방법으로 모델링된다. 특히 이러한 이론적 모델은 분자 모터를 브라운 모터 로 취급 할 때 유용하다.

## 실험적 관찰
생물리학 실험에서 분자 모터의 활동은 여러 가지 실험 접근법으로 관찰된다.
- 형광 방법
  - 형광공명에너지전달(Fluorescence Resonance Energy Transfer, FRET)
  - 형광 상관 분광학(Fluorescence Correlation Spectroscopy, FCS)
  - 전반사 형광 (total internal reflection fluorescence, TIRF)
- 마그네틱 핀셋은 긴 DNA 조각에서 작동하는 모터의 분석에도 유용하다.
- 중성자 스핀 에코 분광법을 사용하여 나노 초 시간에서 움직임을 관찰 할 수 있다.
- 광 핀셋(분자 핀셋 과 혼동하지 않아야 함)은 스프링 상수가 낮기 때문에 분자 모터를 연구하는 데 적합하다.
- 산란 기법
  - 암시야 현미경(Dark Field Microscopy)에 기반한 단일 입자 추적
  - 간섭 산란 현미경(interferometric SCATtering microscopy, iSCAT)에 기반한 단일 입자 추적
- 단일 분자 전기생리학을 사용하여 개별 이온 채널의 역학을 측정 할 수 있다.

더 많은 기술도 사용된다. 새로운 기술과 방법이 개발됨에 따라 자연 발생 분자 모터에 대한 지식이 합성 나노 스케일 모터 구성에 도움이 될 것으로 예상된다.

## 비생물학적
최근에 화학자들과 나노 기술에 관련된 사람들은 분자 모터를 만들 수 있는 가능성을 모색하기 시작했다. 이러한 합성 분자 모터는 현재 연구 실험실에 대한 사용을 제한하는 많은 한계를 겪고 있다. 그러나 나노 스케일에서의 화학 및 물리학에 대한 이해가 높아짐에 따라 이러한 많은 한계가 극복 될 수 있다. 나노 스케일 역학을 이해하기 위한 첫 단계는 촉매 시스템에서 촉매 확산에 대한 연구를 통해 이루어졌다.
다른 비반응성 분자도 모터로 작동 할 수 있다. 이는 바람직한 소수성 상호 작용을 통해 중합체 용액의 구배에서 방향으로 이동하는 염료 분자를 사용함으로써 입증되었다. 또 다른 최근의 연구는 염료 분자, 경질 및 연질 콜로이드 입자가 배제된 부피 효과를 통해 중합체 용액의 구배를 통해 이동할 수 있음을 보여주었다.

## 같이 보기
- 세포골격
- 분자역학
- 단백질 동역학

## 참고
- 브라운 모터
- 브라운 래칫
- 세포 골격
- 분자 기계
- 분자 역학
- 분자 프로펠러
- 모터 단백질
- 나노 모터
- 단백질 역학
- 합성 분자 모터